# Мала Володарка
Мала Волода́рка (рос. Малая Володарка) — присілок у складі Ленінського міського округу Московської області, Росія.

## Населення
Населення — 46 осіб (2010; 58 у 2002).
Національний склад (станом на 2002 рік):
- росіяни — 98 %